# Suwon Samsung Bluewings
Suwon Samsung Bluewings (hangul: 수원 삼성 블루윙즈) är en fotbollsklubb i Suwon, Sydkorea. Laget spelar i den sydkoreanska högsta divisionen K League 2 och spelar sina hemmamatcher på Suwon World Cup Stadium.

## Historia
Klubben bildades 1995 och blev tvåa i sin debutsäsong i K League 1996. Suwon hade sin storhetstid runt sekelskiftet och blev koreanska ligamästare för första gången 1998, en titel som de även försvarade året därpå. De vann fyra ligacuptitlar mellan 1999 och 2001, samt sin första FA-cupfinal år 2002. De vann AFC Champions League två år i rad 2001 och 2002, samt båda Asiatiska supercupfinalerna de också spelade samma år.
Suwon blev ligamästare igen 2004 och för fjärde gången 2008. De vann även FA-cupen 2005 och 2008, samt ligacupen 2009 och 2010. Den senare ligacuptiteln är också deras senaste bedrift. Efter en tid utan samma framgång som under tidigare år blev Bluewings tvåa i ligan både säsongen 2014 och säsongen 2015.

## Klubbrekord

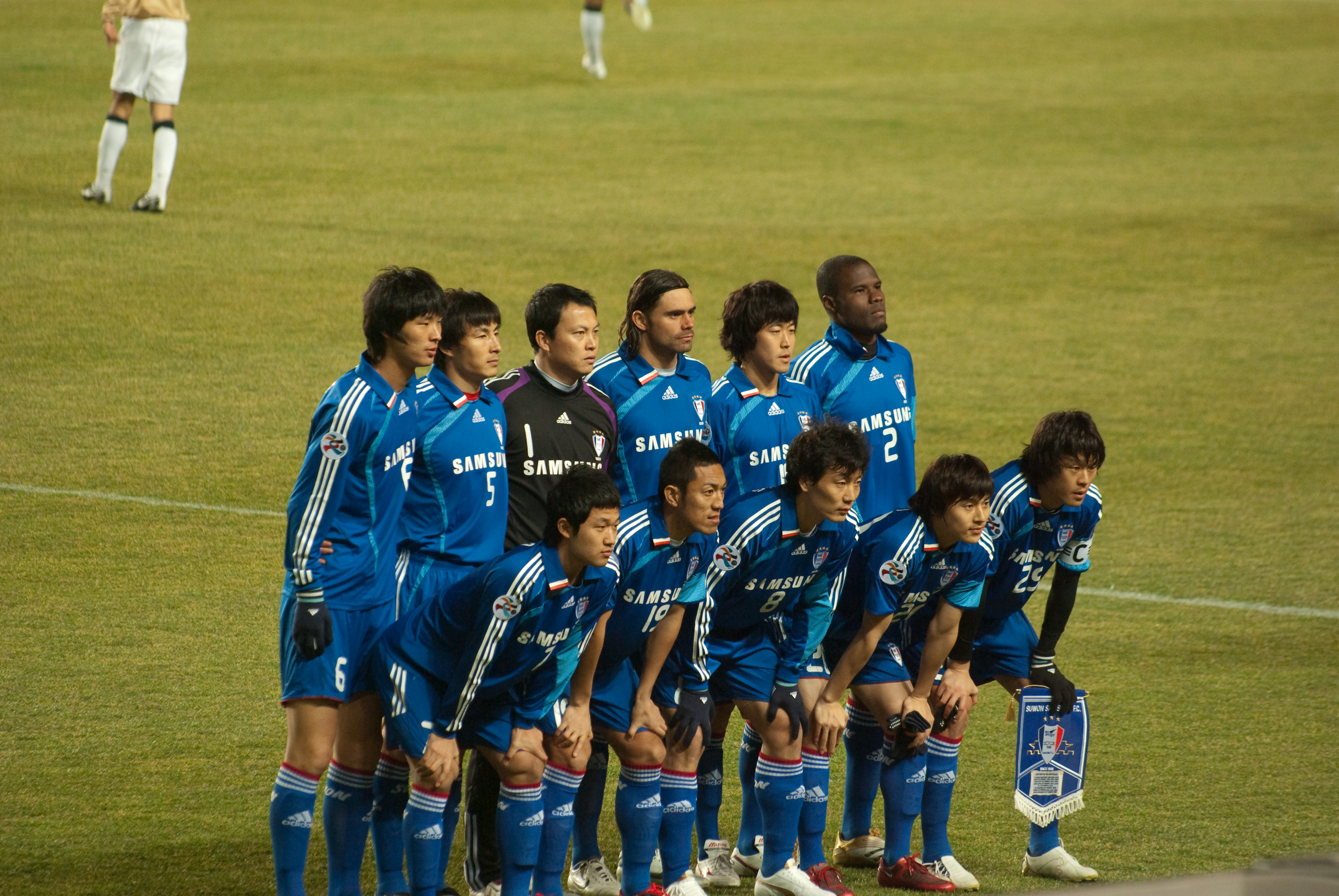
Spelartruppen i AFC Champions League år 2009 mot japanska Kashima Antlers.

### Säsonger
| Säsong | Division | Placering | Säsong | Division | Placering | Säsong | Division | Placering |
| ------ | -------- | --------- | ------ | -------- | --------- | ------ | -------- | --------- |
| 1996   | 1        | 2         | 2004   | 1        | 1         | 2012   | 1        | 4         |
| 1997   | 1        | 5         | 2005   | 1        | 10        | 2013   | 1        | 5         |
| 1998   | 1        | 1         | 2006   | 1        | 2         | 2014   | 1        | 2         |
| 1999   | 1        | 1         | 2007   | 1        | 3         | 2015   | 1        | 2         |
| 2000   | 1        | 5         | 2008   | 1        | 1         |        |          |           |
| 2001   | 1        | 3         | 2009   | 1        | 10        |        |          |           |
| 2002   | 1        | 3         | 2010   | 1        | 7         |        |          |           |
| 2003   | 1        | 3         | 2011   | 1        | 4         |        |          |           |

### Meriter
- K League Classic

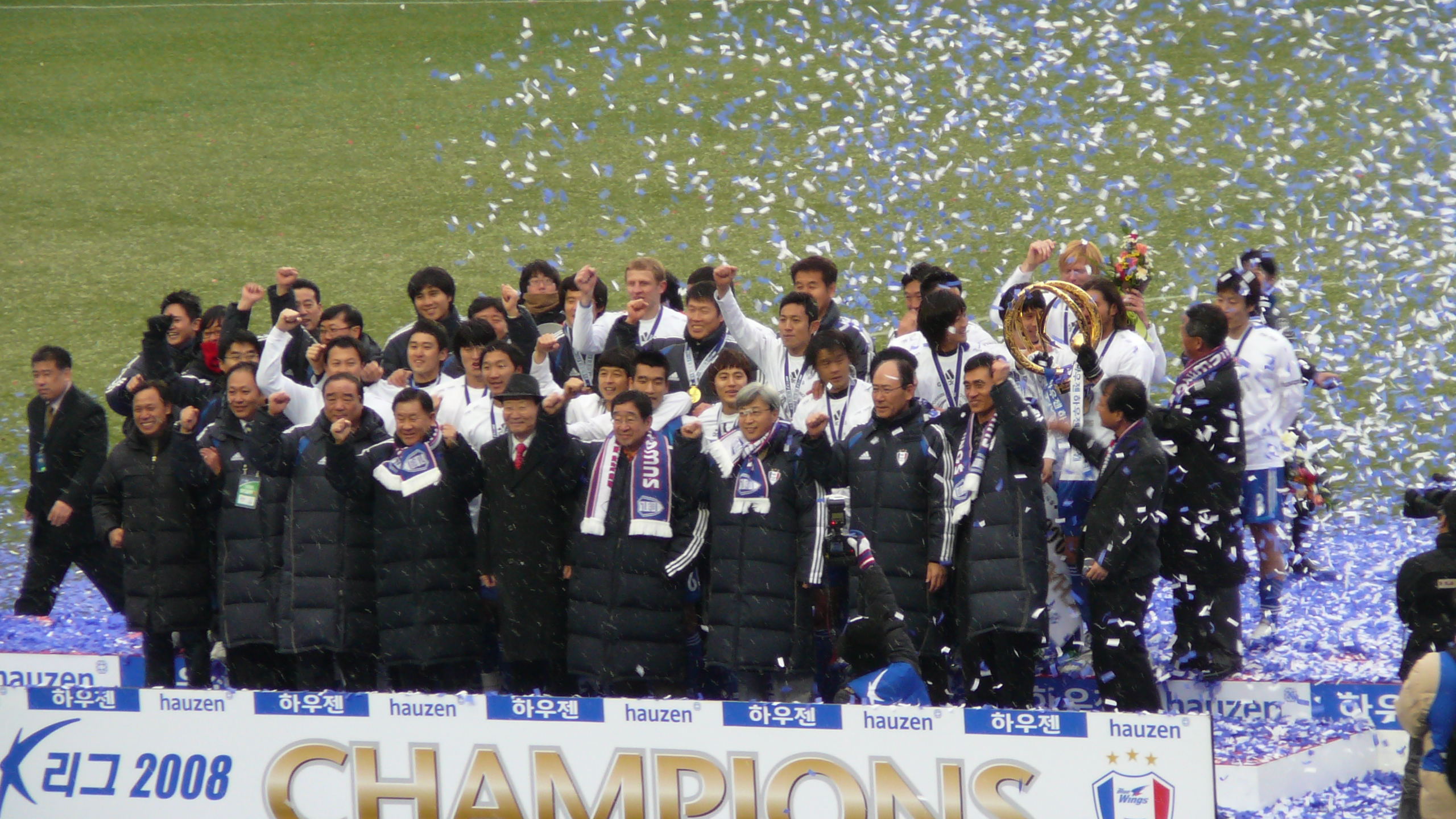
Suwon Samsung Bluewings firar K League-titeln år 2008.

  - Mästare (4): 1998, 1999, 2004, 2008
  - Tvåa (4): 1996, 2006, 2014, 2015

- Koreanska FA-cupen
  - Mästare (5): 2002, 2009, 2010, 2016, 2019
  - Tvåa (3): 1996, 2006, 2011

- Koreanska ligacupen
  - Mästare (6): 1999 x2, 2000, 2001, 2005, 2008

- Koreanska supercupen
  - Mästare (3): 1999, 2000, 2005

- AFC Champions League
  - Mästare (2): 2001, 2002

- Asiatiska cupvinnarcupen
  - Tvåa (1): 1998

- Asiatiska supercupen
  - Mästare (2): 2001, 2002

## Tränare

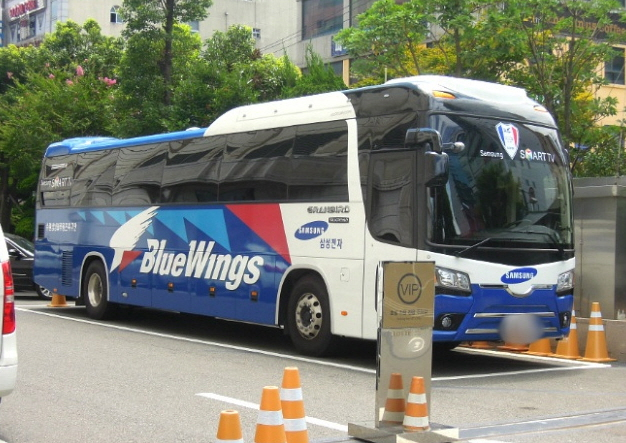
Suwon Samsung Bluewings buss.

| Säsong(er) | Namn          |
| ---------- | ------------- |
| 1996–2003  | Kim Ho        |
| 2004–2010  | Cha Bum-kun   |
| 2010–2012  | Yoon Sung-hyo |
| 2013–      | Seo Jung-won  |